# آلاموس گولد
آلاموس گولد (انگلیسی: Alamos Gold) شرکت معدن کانادایی است، که در سال ۲۰۰۳ تأسیس شد.